# نگو دین دیم
نگو دین دیم ژان باپتیست (Ngô Đình Diệm Jean Baptiste) (زادهٔ ۳ ژانویه ۱۹۰۱ – درگذشته ۲ نوامبر ۱۹۶۳) سیاستمدار ویتنامی بود که از سال ۱۹۵۵ تا ۱۹۶۳ نخستین رئیس‌جمهور ویتنام جنوبی بود. او در انتخابات ۱۹۵۵ توانست ۴۵۰۰۰۰ رای از کل ۶۰۰۰۰۰ رای مأخوذ شده برای همه‌پرسی را کسب نماید و دیکتاتوری دست‌راست خود را در ویتنام جنوبی آغاز کند.
نظام کاتولیک مذهب نگو دین دیم در سال ۱۹۶۳ افراشتن پرچم بودایی را به هنگام جشن بودایی وساک ممنوع اعلام کرد. اعتراضات به این اقدام به کشته شدن ۹ تن از معترضان غیرنظامی به‌دست نظامیان حکومتی انجامید.
این تحولات که به بحران بودایی معروف است سرانجام به جنبش بزرگ مردمی و یک کودتای نظامی توسط ارتش جمهوری ویتنام در سال ۱۹۶۳ انجامید که به کشته‌شدن نگو دین دیم منجر شد.

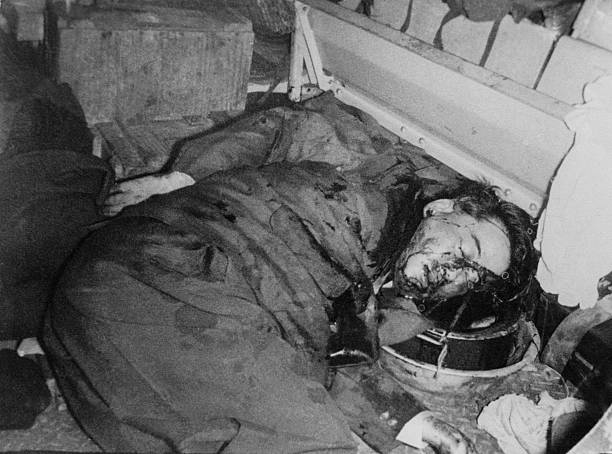